# 相同方式共享

知识共享的“相同方式共享”图标，是copyleft标志的变体

相同方式共享（英語：Share-alike）是版权授权方面的术语之一，最初由知识共享计划开始使用，其要求对作品进行重利用或分发时，采用与原作品相同或相似的许可协议。带有相同方式共享要求的自由内容或自由软件许可称为Copyleft许可协议。
当前受支持的知识共享许可协议中，包含相同方式共享条件的有2种：知识共享 署名-相同方式共享（copyleft的自由内容许可协议）和知识共享 署名-非商业性使用-相同方式共享（专有许可协议）。
除版权外，专利授权领域中的一个类似计划也有使用这一术语。

## Copyleft
Copyleft协议，或自由的相同方式共享协议，是相同方式共享协议中最大的子类别，可分为自由内容许可协议（如知识共享 署名-相同方式共享）和自由软件许可协议（如GNU通用公共许可证）。在作品中使用copyleft材料时，使用者通常会被要求将整个作品以copyleft形式发布，因此有批评者称这类许可协议为传染性许可协议。Copyleft协议属于互惠许可协议，后者还包括一些非自由协议，如微软有限互惠许可证。
一些自由内容和自由软件许可协议不包括相同方式共享要求，这些许可协议属于宽松许可协议。

## 知识共享
现有的6种知识共享协议中，有2种相同方式共享协议（CC 署名-相同方式共享和CC 署名-非商业性使用-相同方式共享），它们均要求姓名標示。根据知识共享的说法，相同方式共享协议的作用包括防止用户在未来对衍生作品添加新的限制条款，以及衍生作品需采用与原作品相同或相似的许可协议。
3.0和4.0版本的相同方式共享协议中包含有兼容性条款，允许知识共享声明其他许可协议与该版协议兼容，衍生作品可以不使用原作品的协议，而是使用这些兼容协议进行授权。

## 版本历史
知识共享共发布了5个版本的BY-SA和BY-NC-SA协议（1.0、2.0、2.5、3.0和4.0）。
- 署名-相同方式共享 1.0 通用[4]；署名-非商业性使用-相同方式共享 1.0 通用[5] – 发布于2002年12月
- 署名-相同方式共享 2.0 通用[6]；署名-非商业性使用-相同方式共享 2.0 通用[7] – 发布于2004年5月
- 署名-相同方式共享 2.5 通用[8]；署名-非商业性使用-相同方式共享 2.5 通用[9] – 发布于2005年6月
- 署名-相同方式共享 3.0 未本地化版本[10]；署名-非商业性使用-相同方式共享 3.0 未本地化版本[11] – 发布于2007年3月
- 署名-相同方式共享 4.0 国际[12]；署名-非商业性使用-相同方式共享 4.0 国际[13] – 发布于2013年11月

## 运用
2009年6月，维基百科社群与维基媒体基金会理事会同意将知识共享 署名-相同方式共享（CC BY-SA）协议用作维基百科和基金会其他网站的主要内容协议。知识共享称赞了此决定，认为是自由文化和远见领导力的胜利。